# Sokolina
Sokolina es un pueblo de la municipalidad de Donji Vakuf, en el cantón de Bosnia Central, Bosnia y Herzegovina.

## Superficie
Posee una superficie de 8,26 kilómetros cuadrados.

## Demografía
Hasta 2013 la población era de 135 habitantes, con una densidad de población de 16,3 habitantes por kilómetro cuadrado.